# Estación de Huarte-Araquil
Huarte-Araquil (en euskera y según Adif Uharte-Arakil) es una estación ferroviaria situada en el municipio español de Huarte-Araquil en la comunidad foral de Navarra. Dispone de servicios de Media Distancia operados por Renfe.

## Situación ferroviaria
La estación se encuentra en el punto kilométrico 214,5 de la línea férrea Castejón-Alsasua a 473 metros de altitud.

## Historia

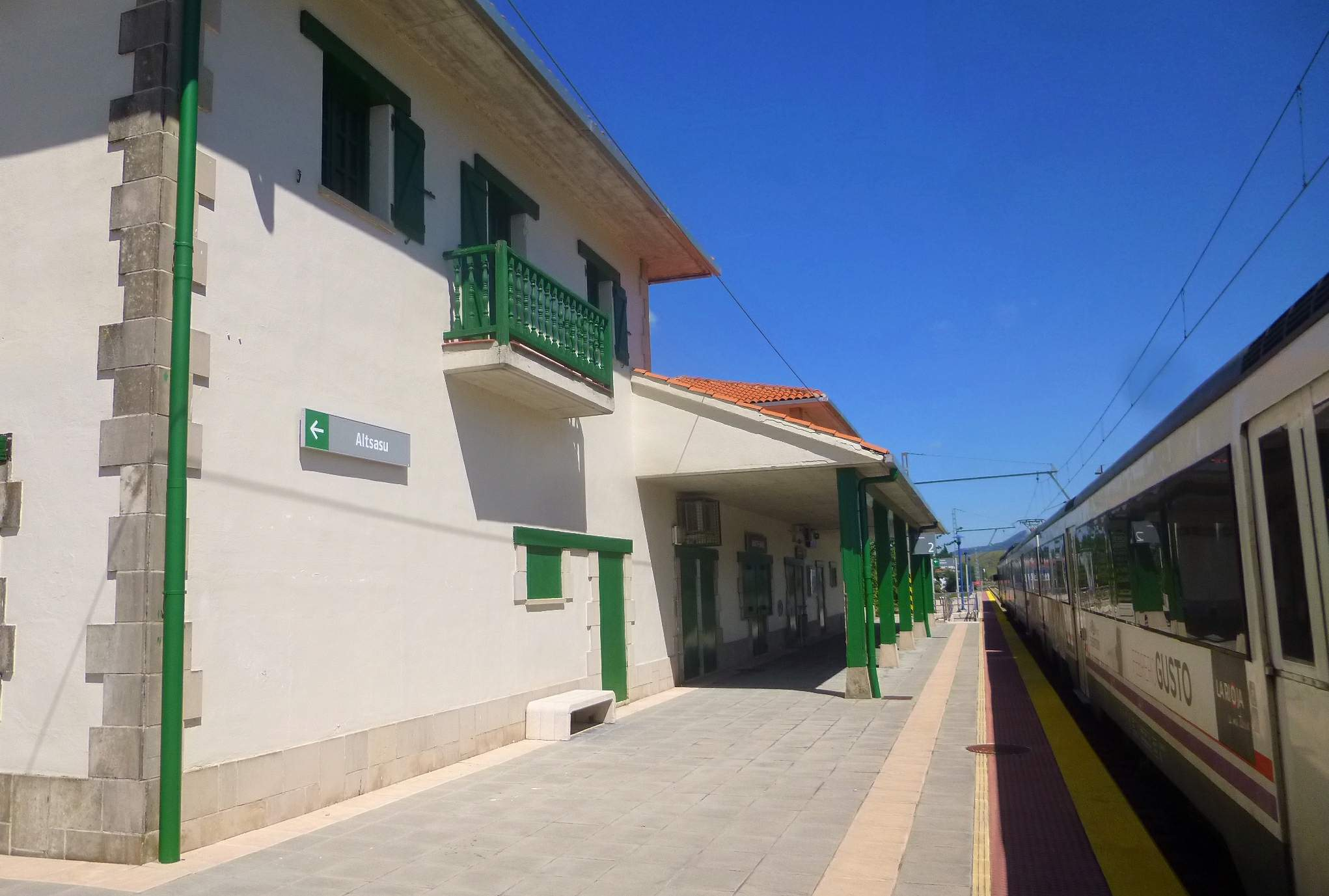
Aspecto del andén de la estación

La estación fue abierta al tráfico el 22 de junio de 1865 con la apertura del tramo Irurzun-Alsasua de la línea férrea que pretendía unir Zaragoza con Navarra por parte de la Compañía del Ferrocarril de Zaragoza a Pamplona. Esta última no tardaría en unirse con la compañía del ferrocarril de Zaragoza a Barcelona dando lugar a la Compañía de los Ferrocarriles de Zaragoza a Pamplona y Barcelona. El 1 de abril de 1878 su mala situación económica la forzó a aceptar una fusión con Norte.
En 1941, tras la nacionalización del ferrocarril de ancho ibérico en España, las instalaciones pasaron a manos de la recién creada RENFE.
El 31 de marzo de 1997 el Intercity Miguel de Unamuno que cubría el trayecto Barcelona-Hendaya descarriló en un cambio de agujas al que había accedido a demasiada velocidad al estar, de acuerdo a la versión mantenida por el maquinista y el auxiliar, la señal avanzada de aproximación a la estación por error en vía libre (luz verde) en lugar de en anuncio de precaución (que habría indicado una reducción a 30 km/h), frenando sólo al ver la señal de entrada a la estación en anuncio de parada, sin tiempo para parar desde 137 km/h. En la versión del jefe de estación, responsable de las señales, éste negó que la señal de avanzada pudiera haber estado en vía libre. Fallecieron 18 personas, y entre 80 y 100 resultaron heridas.
Desde el 31 de diciembre de 2004 Renfe explota la línea mientras que Adif es la titular de las instalaciones ferroviarias.

## Servicios ferroviarios

### Media Distancia
El tráfico de Media Distancia con parada en la estación tiene como principales destinos Vitoria, Pamplona y Castejón.
| Línea MD | Trenes | Origen/Destino    |  | Destino/Origen |
| -------- | ------ | ----------------- |  | -------------- |
| 26       | RE     | Pamplona Castejón |  | Vitoria        |